# Hugh Munro
Sir Hugh Thomas Munro (Londra, 16 ottobre 1856 – Tarascona, 19 marzo 1919) è stato un alpinista scozzese noto per avere redatto la lista delle montagne della Scozia di altezza superiore a 3 000 piedi (914,4 m), oggi conosciute come Munros.

## Biografia

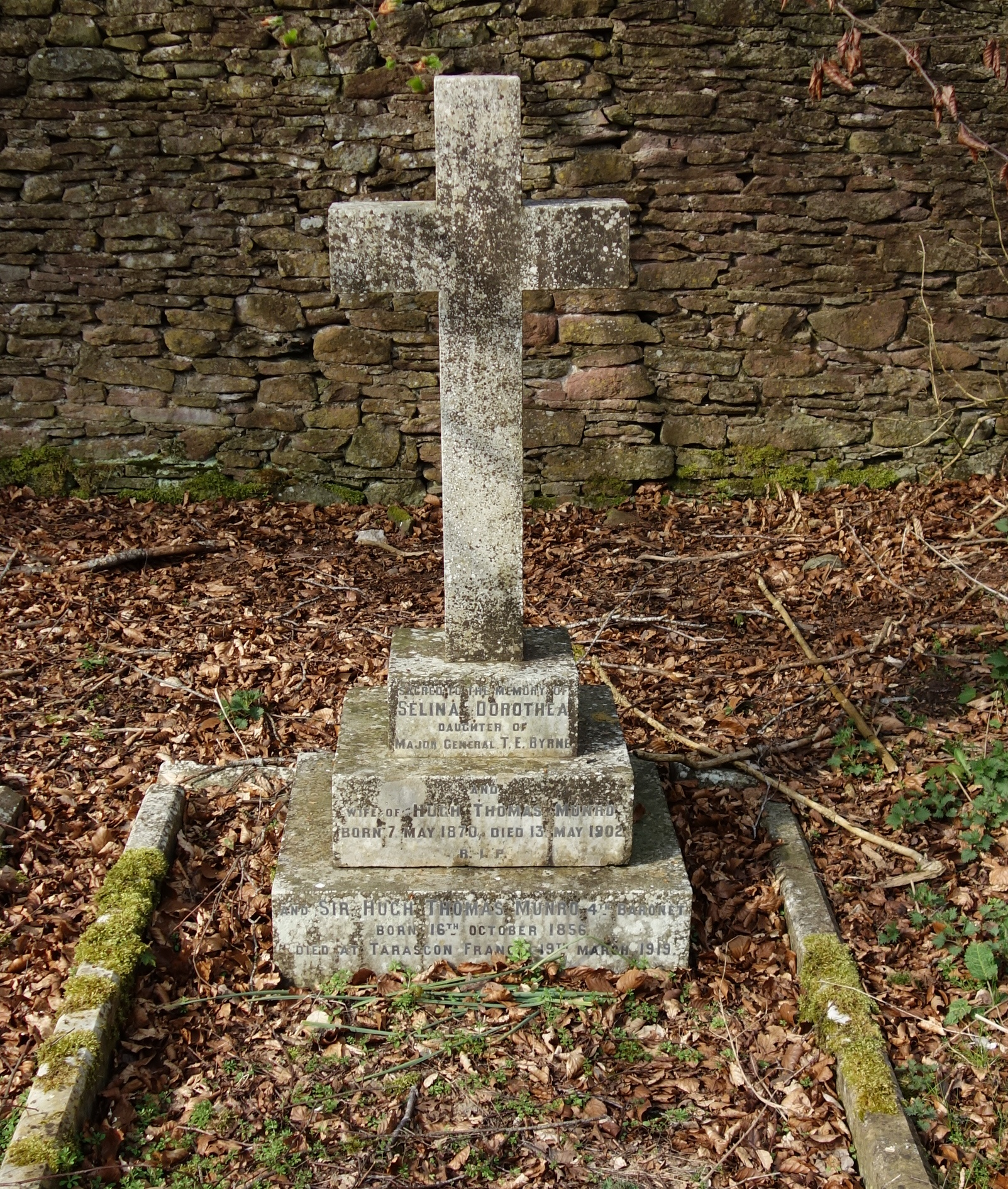
La tomba di Hugh Munro, Lindertis, Kirriemuir.

Munro nacque a Londra il 16 ottobre 1856, ma crebbe in Scozia a Lindertis nella tenuta di famiglia, presso Kirriemuir nell'Angus. Appassionato escursionista, nel 1889 fu tra i fondatori dello Scottish Mountaineering Club. La prima versione della sua lista delle montagne della Scozia di almeno tremila piedi di altezza fu pubblicata nel 1891 sul sesto numero dello Scottish Mountaineering Club Journal. La lista venne accolta con grande stupore nell'ambiente alpinistico anche perché, fino alla sua pubblicazione, era opinione comune che le montagne che superavano i tremila piedi fossero all'incirca una trentina, invece delle quasi trecento elencate da Munro. Questi rilievi sono oggi noti come Munros, e tentare di salirli tutti è un hobby piuttosto diffuso.

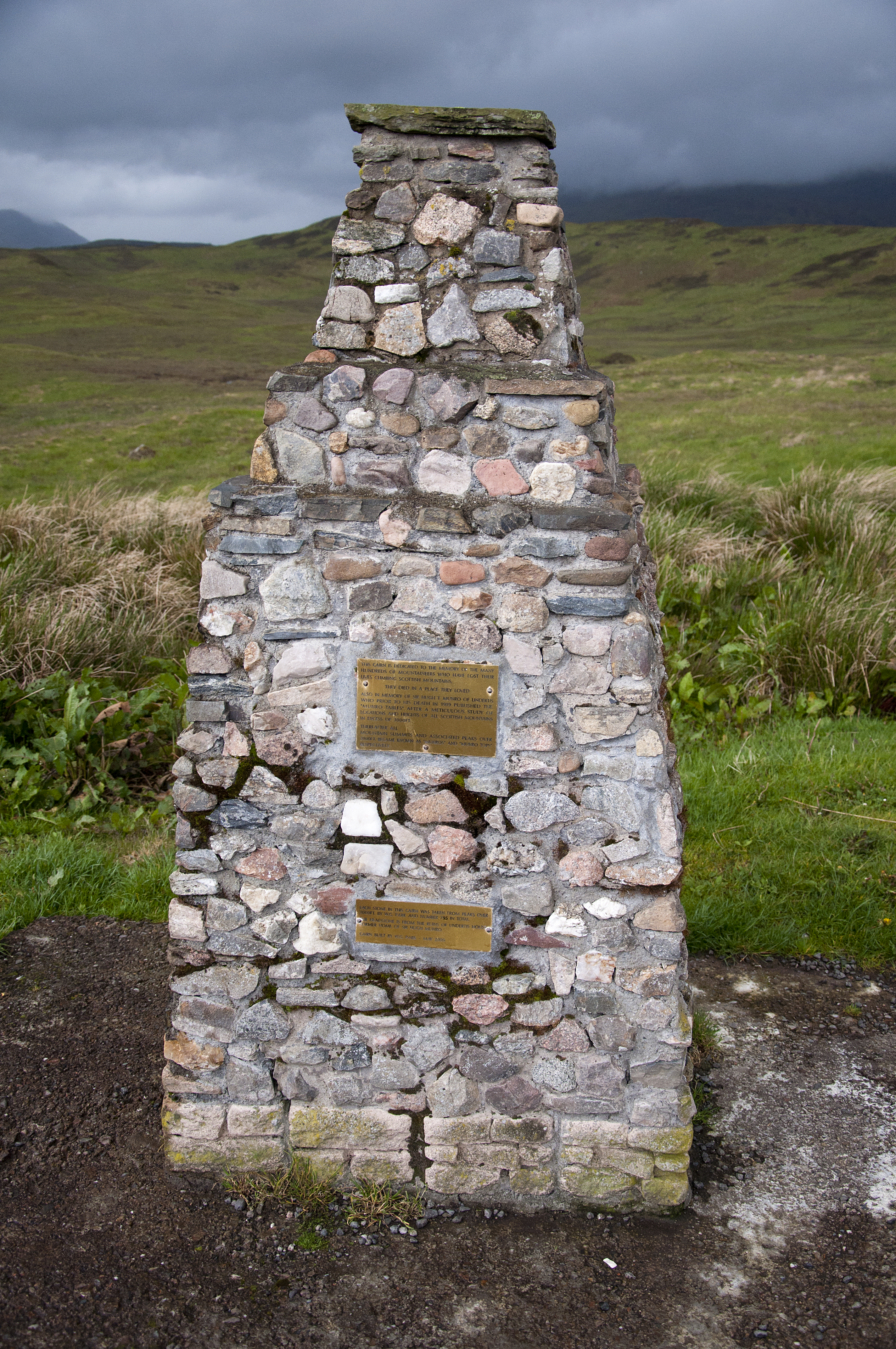
Un cairn dedicato a Hugh Munro sul Loch Tulla (Argyll e Bute)

Hugh Munro non riuscì mai a completare la sua lista: gli mancò infatti la salita ad una cima dei Cairngorms (il Carn Cloich-Mhuillin), che aveva tenuto come ultima. Quando morì aveva elaborato una versione rivista della lista, aggiungendo il Carn an Fhidhleir, altra montagna che non aveva ancora scalato. Viene anche spesso rilevato come Sir Hugh non abbia mai raggiunto neanche l'Inaccessible Pinnacle ("In Pinn"), il dente roccioso sommitale dello Sgurr Dearg (una montagna di 985.8 metri di altezza dei monti Cuillin, sull'isola di Skye), e in effetti nessuna fonte attesta che lo abbia scalato. Tuttavia lo "In Pinn" non risulta incluso in nessuna delle liste che Munro aveva elaborato durante la propria vita, nonostante fosse parecchi piedi più alto dello Sgurr Dearg, che invece risultava incluso. La prima persona che riuscì a raggiungere tutte le montagne della lista di Munro è in genere considerata il reverendo A. E. Robertson, che portò a termine nel 1901. Tuttavia si pensa che neanche Robertson abbia scalato tutte le montagne della lista, in quanto non riuscì a raggiungere l'"In Pinn", e neanche la vetta del Ben Wyvis (1.046 metri di altezza).
Oltre al suo interesse per la montagna, Munro è noto per i suoi viaggi in Europa, Asia, Africa e Nord-America.
Nel 1892 si sposò con Selina Byrne, figlia di un generale. La moglie era cattolica, il che causò l'allontanamento di Munro dalla chiesa protestante locale. Dal matrimonio nacquero tre figlie e un figlio, Torquil Munro, che ereditò il titolo di baronetto alla morte del padre. Nel 1915 all'età di 59 anni Hugh Munro, essendo troppo anziano per prestare servizio armato durante la prima guerra mondiale, si arruolò come volontario nella Croce Rossa e venne impegnato a Malta nella cura dei soldati feriti. Dopo una breve interruzione dovuta ad un periodo di malattia, ricominciò a prestare servizio nella Croce Rossa, gestendo una mensa per le truppe alleate poco lontano dalla linea del fronte in Francia. Morì il 19 marzo 1919 a Tarascona all'età di 62 anni, vittima della pandemia di influenza spagnola. È sepolto nella tenuta della sua famiglia a Lindertis (presso Kirriemuir nell'Angus).

## Ascendenza
|                               |               |                        | Genitori                      |  |  | Nonni |  |  | Bisnonni        |  |  | Trisnonni    |  |
|                               |               |                        |                               |  |  |       |  |  | Alexander Munro |  |  | Daniel Munro |  |
|                               |               |                        |                               |  |  |       |  |  | Alexander Munro |  |  | Daniel Munro |  |
|                               |               | …                      |                               |  |  |       |  |  | Alexander Munro |  |  |              |  |
| Thomas Munro, I baronetto     |               |                        |                               |  |  |       |  |  | Alexander Munro |  |  |              |  |
|                               |               | Margaret Stark         | Thomas Stark                  |  |  |       |  |  |                 |  |  |              |  |
|                               |               | Margaret Stark         | Thomas Stark                  |  |  |       |  |  |                 |  |  |              |  |
|                               |               | Margaret Stark         | …                             |  |  |       |  |  |                 |  |  |              |  |
| Campbell Munro, III baronetto |               | Margaret Stark         |                               |  |  |       |  |  |                 |  |  |              |  |
|                               |               | Richard Campbell       | …                             |  |  |       |  |  |                 |  |  |              |  |
|                               |               | Richard Campbell       | …                             |  |  |       |  |  |                 |  |  |              |  |
|                               |               | Richard Campbell       | …                             |  |  |       |  |  |                 |  |  |              |  |
| Jane Campbell                 |               | Richard Campbell       |                               |  |  |       |  |  |                 |  |  |              |  |
|                               |               | Mary Cunningham Currie | …                             |  |  |       |  |  |                 |  |  |              |  |
|                               |               | Mary Cunningham Currie | …                             |  |  |       |  |  |                 |  |  |              |  |
|                               |               | Mary Cunningham Currie | …                             |  |  |       |  |  |                 |  |  |              |  |
| Hugh Munro, IV baronetto      |               | Mary Cunningham Currie |                               |  |  |       |  |  |                 |  |  |              |  |
|                               | John Drummond | John Drummond          |                               |  |  |       |  |  |                 |  |  |              |  |
|                               | John Drummond | John Drummond          |                               |  |  |       |  |  |                 |  |  |              |  |
|                               | John Drummond | Charlotte Beauclerk    |                               |  |  |       |  |  |                 |  |  |              |  |
| John Drummond                 | John Drummond |                        |                               |  |  |       |  |  |                 |  |  |              |  |
|                               |               | Hester Cholmondeley    | Thomas Cholmondeley           |  |  |       |  |  |                 |  |  |              |  |
|                               |               | Hester Cholmondeley    | Thomas Cholmondeley           |  |  |       |  |  |                 |  |  |              |  |
|                               |               | Hester Cholmondeley    | Dorothy Cowper                |  |  |       |  |  |                 |  |  |              |  |
| Henrietta Maria Drummond      |               | Hester Cholmondeley    |                               |  |  |       |  |  |                 |  |  |              |  |
|                               |               | Eliab Harvey           | William Harvey                |  |  |       |  |  |                 |  |  |              |  |
|                               |               | Eliab Harvey           | William Harvey                |  |  |       |  |  |                 |  |  |              |  |
|                               |               | Eliab Harvey           | Emma Skynner                  |  |  |       |  |  |                 |  |  |              |  |
| Georgina Augusta Harvey       |               | Eliab Harvey           |                               |  |  |       |  |  |                 |  |  |              |  |
|                               |               | Louisa Nugent          | Robert Nugent, I conte Nugent |  |  |       |  |  |                 |  |  |              |  |
|                               |               | Louisa Nugent          | Robert Nugent, I conte Nugent |  |  |       |  |  |                 |  |  |              |  |
|                               |               | Louisa Nugent          | Elizabeth Drax                |  |  |       |  |  |                 |  |  |              |  |
|                               |               | Louisa Nugent          |                               |  |  |       |  |  |                 |  |  |              |  |